# Marcel Sobottka
Marcel Sobottka (Gelsenkirchen, 25 aprile 1994) è un calciatore tedesco, centrocampista svincolato.

## Caratteristiche tecniche
È un mediano.

## Statistiche

### Presenze e reti nei club
Statistiche aggiornate al 5 aprile 2018.
| Stagione             | Squadra              | Campionato           | Campionato | Campionato | Coppe nazionali | Coppe nazionali | Coppe nazionali | Coppe continentali | Coppe continentali | Coppe continentali | Altre coppe | Altre coppe | Altre coppe | Totale | Totale | Totale |
| Stagione             | Squadra              | Comp                 | Pres       | Reti       | Comp            | Pres            | Reti            | Comp               | Pres               | Reti               | Comp        | Pres        | Reti        | Pres   | Reti   |        |
| -------------------- | -------------------- | -------------------- | ---------- | ---------- | --------------- | --------------- | --------------- | ------------------ | ------------------ | ------------------ | ----------- | ----------- | ----------- | ------ | ------ | ------ |
| 2013-2014            | Schalke 04 II        | RL                   | 27         | 0          |                 | -               | -               |                    | -                  | -                  |             | -           | -           | 27     | 0      |        |
| 2014-2015            | Schalke 04 II        | RL                   | 14         | 1          |                 | -               | -               |                    | -                  | -                  |             | -           | -           | 14     | 1      |        |
| Totale Schalke 04 II | Totale Schalke 04 II | Totale Schalke 04 II | 41         | 1          |                 | -               | -               |                    | -                  | -                  |             | -           | -           | 41     | 1      |        |
| 2015-2016            | F. Düsseldorf II     | RL                   | 7          | 0          |                 | -               | -               |                    | -                  | -                  |             | -           | -           | 7      | 0      |        |
| 2015-2016            | Fortuna Düsseldorf   | 2L                   | 15         | 0          | CG              | 1               | 0               |                    | -                  | -                  |             | -           | -           | 16     | 0      |        |
| 2016-2017            | Fortuna Düsseldorf   | 2L                   | 28         | 3          | CG              | 2               | 2               |                    | -                  | -                  |             | -           | -           | 30     | 3      |        |
| 2017-2018            | Fortuna Düsseldorf   | 2L                   | 26         | 4          | CG              | 2               | 0               |                    | -                  | -                  |             | -           | -           | 28     | 4      |        |
| Totale carriera      | Totale carriera      | Totale carriera      | 117        | 8          |                 | 5               | 2               |                    | -                  | -                  |             | -           | -           | 122    | 10     |        |

## Palmarès

### Club

#### Competizioni nazionali
- Campionato tedesco di seconda divisione: 1

Fortuna Düsseldorf: 2017-2018